# 肥胖荡镖水蚤
肥胖荡镖水蚤（学名：Neutrodiaptomus tumidus）为镖水蚤科荡镖水蚤属的动物，是中国的特有物种。分布于台湾岛以及中国大陆的广西等地，一般栖息于池塘内。